# Estallposí
Estallposí és una partida del terme municipal de la Torre de Cabdella, dins del seu terme primigeni, al Pallars Jussà.
Està situada al sud del pantà de Sallente, en el revolt per on la carretera que mena al pantà travessa el Flamisell abans d'enfilar-se per la costa de la riba dreta del riu. Estallposí és la partida que queda just al nord-est de la pista, enfilant-se pel vessant de ponent de la Pala de la Roda i dels Posterrers.